# 查尔斯·赫弗伦
查尔斯·赫弗伦（英語：Charles Hefferon，1878年1月25日—1932年5月13日），加拿大男子田径运动员。他曾代表南非参加1908年夏季奥林匹克运动会田径比赛，获得男子马拉松银牌和男子5英里第四名。